# Evandro Silva do Nascimento
Evandro Silva do Nascimento (nacido el 26 de septiembre de 1987) es un futbolista brasileño que se desempeña como delantero y su equipo actual es Sichuan Longfor de la Primera Liga China.
Jugó para clubes como el Bonsucesso, Os Belenenses, União São João, Gama, São Carlos, Corinthians, Oita Trinita y FC Gifu.

## Trayectoria

### Clubes
| Club                 | País          | Año         |
| -------------------- | ------------- | ----------- |
| Bonsucesso           | Brasil        | 2007        |
| Os Belenenses        | Portugal      | 2007 - 2008 |
| União São João       | Brasil        | 2009 - 2010 |
| Gama                 | Brasil        | 2010        |
| São Carlos           | Brasil        | 2011        |
| Corinthians          | Brasil        | 2011        |
| Oita Trinita         | Japón         | 2015        |
| FC Gifu              | Japón         | 2016        |
| Daegu FC             | Corea del Sur | 2017        |
| FC Seoul             | Corea del Sur | 2018        |
| Sichuan Longfor      | China         | 2019        |
| Sukhothai            | Tailandia     | 2020        |
| Chiangmai United     | Tailandia     | 2020 - 2021 |
| Police Tero          | Tailandia     | 2021 - 2022 |
| Nakhon Si United     | Tailandia     | 2022 - 2023 |
| Trat                 | Tailandia     | 2023        |
| Nakhon Pathom United | Tailandia     | 2024        |